# Thomas Linley (fill)
Thomas Linley (Bath, Somerset, 7 de maig de 1756-Grimsthorpe, Lincolnshire, 15 d'agost de 1778) fou un compositor anglès.
Era fill del compositor Thomas i germà de Wilhelm. Les seves disposicions per a la música foren tan precoces, que als vuit anys es feia aplaudir en un concert de violí, i als catorze anys fou enviat a perfeccionar els estudis a Florència, on entaulà amistat amb Mozart, que tenia la mateixa edat que ell.
Posteriorment, feu diversos concerts, i quan el seu talent encara no havia tingut temps de donar tot el seu fruit, s'ofegà en un riu quan passejava amb una barca acompanyat d'uns amics. Deixà les composicions següents:
- Let God arise, antífona.
- The Witches and Jairies of Shakespeare, (1776), oda que conté fragments d'una bellesa extraordinària.
- The song of Moses, oratori,
- i diversos fragments per a La tempesta de William Shakespeare.